# Barreira hematoencefálica

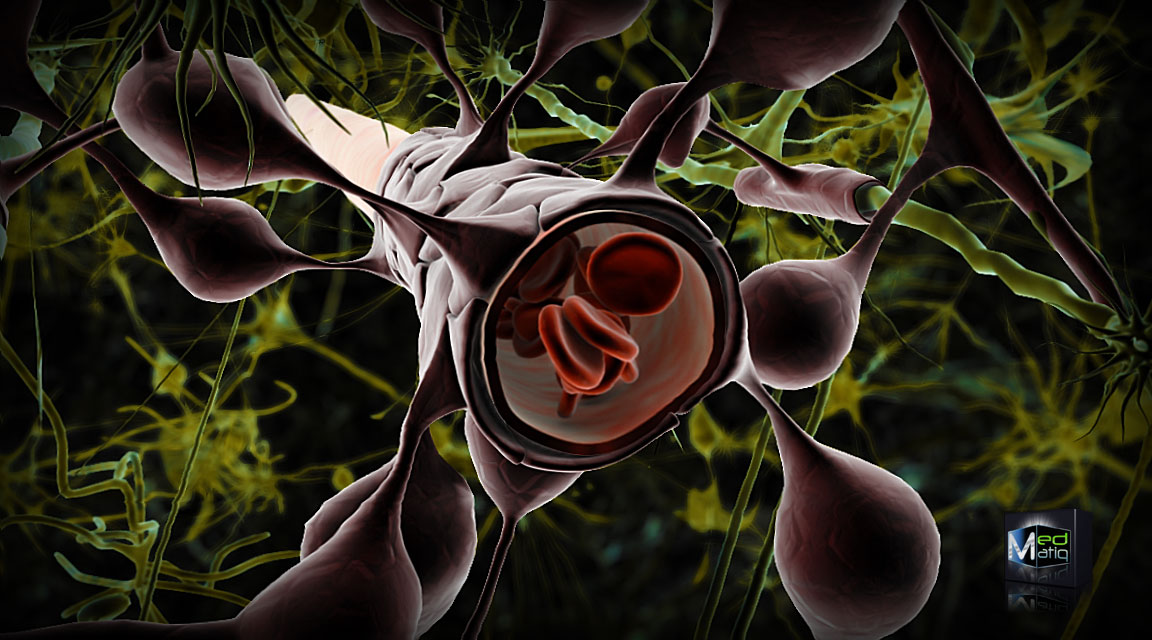
A barreira é formada por células endoteliais estreitamente unidas com o apoio de uma membrana basal, pés de astrócitos e pericitos.

A Barreira hematoencefálica (BHE) é uma estrutura de permeabilidade altamente seletiva que protege o Sistema Nervoso Central (SNC) de substâncias potencialmente neurotóxicas presentes no sangue e sendo essencial para função metabólica normal do cérebro. É composta de células endoteliais estreitamente unidas, astrócitos, pericitos e diversas proteínas. Cerca de 98% dos medicamentos em potencial não ultrapassam esta barreira, sendo esse um dos principais desafios na terapêutica de sistema nervoso central.
Substâncias importantes para o cérebro, como glicose, cetoácidos ou algumas hormonas devem ser transportados por proteínas específicas nas células da barreira.

## História

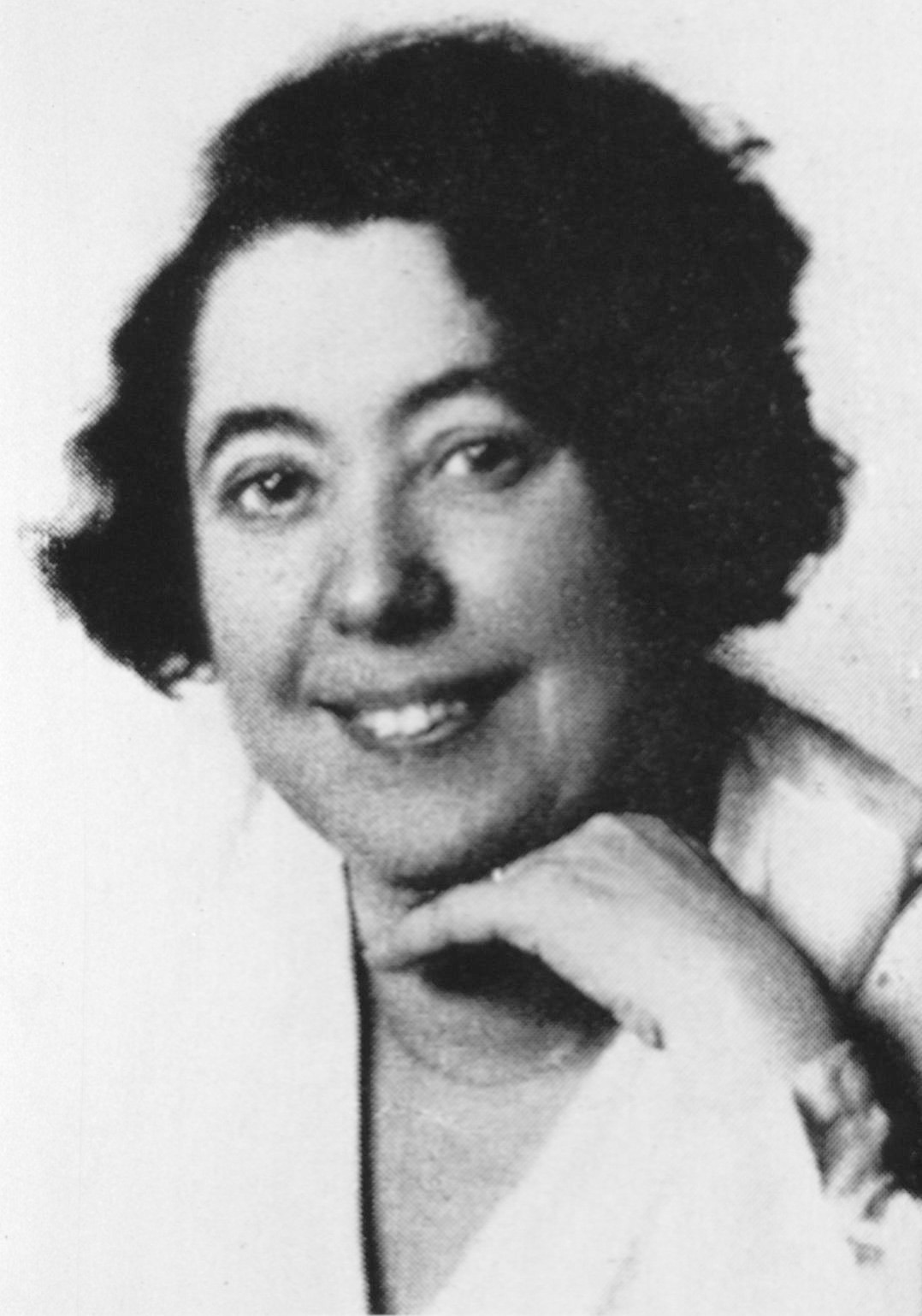
Lina Stern

Há mais de 100 anos, foi descoberto que se uma tinta azul fosse injetada na corrente sanguínea de um animal, todos os tecidos do corpo, exceto o SNC, se tornavam azuis. Para explicar este fenômeno, pesquisadores imaginaram que existia uma barreira que foi chamada de Hemato-Encefálica, que evita a entrada de algumas substâncias no cérebro. Recentemente cientistas descobriram muitas informações adicionais sobre a estrutura e função da BHE. A soviética Lina Stern foi pioneira na pesquisas sobre a barreira hematoencefálica. Seus conhecimentos foram utilizados na Segunda Guerra Mundial, salvando milhares de vidas nas batalhas.

## Fisiologia
A BHE é semi-permeável, ou seja, ela permite que algumas substâncias atravessem e outras não. Os capilares (vasos sanguíneos muito finos), ficam alinhados às células endoteliais. O tecido endotelial tem pequenos espaços entre cada célula para que substâncias possam se mover de um lado para o outro, entrando e saindo dos capilares. Porém, no cérebro, as células endoteliais são posicionadas de uma maneira que apenas as menores substâncias possam entrar no Sistema Nervoso Central. Moléculas maiores como a glicose só podem entrar através de mecanismos especiais, específicos para cada molécula.
A glândula pineal é uma das poucas áreas do cérebro não protegidas pela barreira, secretando melatonina diretamente na corrente sanguínea sistêmica.

## Funções
- Proteger o cérebro de "substâncias estranhas" que possam estar presentes no sangue e danificá-lo.
- Proteger o cérebro contra bactérias, fungos, parasitas, animais, vírus e reações autoimunes.
- Manter um ambiente químico protegido e constante para o bom funcionamento do cérebro.

## Propriedades gerais
- Moléculas grandes não passam pela BHE facilmente.
- Moléculas que têm uma carga elétrica muito grande associada a elas têm a sua passagem dificultada.

A BHE permite passagem de corpos cetónicos, ácido láctico, pirúvico, propiônico e butírico. A gliadina, uma das proteínas do trigo é capaz de atravessar essa barreira, e causar a longo inflamações no tecido cerebral.

## Doenças relacionadas à barreira hematoencefálica

### Meningite
Meningite é uma infecção das membranas que envolvem o cérebro e a medula espinhal (estas membranas são conhecidas como meninges). Meningite é causada principalmente por infecções com vários agentes patogênicos, como por exemplo a Streptococcus pneumoniae e a Haemophilus influenzae. Quando as meninges estão inflamadas, a barreira hematoencifálica pode ser rompida. Este rompimento pode aumentar a penetração de várias substâncias (incluindo toxinas e antibióticos) dentro do cérebro. Antibióticos usados para tratar meningite podem agravar a resposta inflamatória do sistema nervoso central liberando neurotoxinas  das paredes celulares de bactérias - como lipopolissacarídeo (LPS).

### Esclerose múltipla
Esclerose múltipla (EM) é considerada uma doença auto-imune e neurodegenerativa na qual o sistema imunológico ataca a mielina que protege e isola eletricamente os neurônios do sistema nervoso central e periférico. Normalmente, o sistema nervoso de uma pessoa seria inacessível aos glóbulos brancos devido à barreira hematoencefálica. No entanto, imagens de ressonância magnética mostraram que quando uma pessoa está passando por um "ataque" de esclerose múltipla, a barreira hematoencefálica é quebrada em uma seção do cérebro ou da medula espinhal, permitindo que os glóbulos brancos chamados linfócitos T atravessem e ataquem a mielina. É por vezes sugerido que, em vez de ser uma doença do sistema imunológico, a EM é uma doença da barreira hematoencefálica. Um estudo recente sugere que o enfraquecimento da barreira hematoencefálica é o resultado de uma perturbação nas células endoteliais no interior do vaso sanguíneo, devido à falha na produção da proteína P-glicoproteína.
Existem investigações ativas atualmente para tratamentos relacionados à barreira hematoencefálica. Acredita-se que o estresse oxidativo desempenha um papel importante na ruptura da barreira. Antioxidantes tais como o ácido lipóico podem ser capazes de estabilizar um enfraquecimento da barreira hematoencefálica.

### Doença de Alzheimer
Algumas evidências indicam que a ruptura da barreira hematoencefálica em pacientes com doença de Alzheimer permite que plasma sanguíneo contendo beta-amilóide (Aß) entre no cérebro, onde o Aß adere preferencialmente à superfície de astrócitos.

### Outras condições
- Hipertensão: Uma grande pressão arterial pode quebrar a BHE
- Desenvolvimento: Achava-se que a BHE não estava totalmente formada em recém-nascidos - informação incorreta, a barreira é sim altamente seletiva em recém-nascidos.[8]
- Hiperosmolaridade: Se uma substância estiver presente em grandes concentrações no sangue, ela pode conseguir entrar "à força" pela BHE
- Microondas: Exposição à microondas pode quebrar a BHE
- Radiação: Exposição à radiação pode quebrar a BHE
- Infecção: Agentes infecciosos podem abrir a BHE
- Trauma, isquemia, inflamação e principalmente lesões cerebrais como as causadas pela esclerose múltipla.